# Идријска чипка
Идријска чипка (сло. Idrijska čipka) је врста чипке која се прави преплитањем нити помоћу калема. Име је добила по граду Идрија, главном и најстаријем словеначком чипкарском центру, у ком од 1876. године непрекидно ради позната Идријска чипкарска школа.
Идријска чипка је 2018. године уврштен на Унескову листу нематеријалног културног наслеђа света.

## Историја

### 17–20 век
Када је тачно и како започело чипкарство у Идрији, није познато. Претпоставља се да је знање о овом занату донето из немачке или чешке пре више од триста година.
Најстарији писани запис који помиње израду чипке на подручју Идрије датира из 1696. године. Производња чипке је почела је када су супруге рудара покушале да додатно зараде за породицу. Усавршавање чипкарског заната, поставило је Идрију на мапу најистакнутијих центара за израду чипки у Европи.
У Идрији се израђује чипка само уз помоћ калема. Калеми су посебно дизајнирани дрвени штапићи, названи klekeljni, који држе памучне нити. У почетку је чипка прављена од грубе ланене нити и углавном је била намењена за употребу на домаћем тржишту: за украшавање цркава и литургијске одеће, за украшавање домова и одеће богатих људи. Знање чипкарства преносило се с колена на колено, са мајки на ћерке. У овом временском периоду идријска чипка је развила свој препознатљив стил, техника израде чипке од траке са седам пари калема.
Идријска чипка постала је позната 1875. године, када је Франц Лапајне основао компанију и тако започео трговину чипком која се успешно извозила широм Европе и Америке.
Министарство трговине у Бечу је 1876. године основало чипкарску школу у Идрији, у којој је прва учитељица била мештанин Иванка Ферјанчич.
До распада Аустроугарске империје, потражња за чипком високог квалитета је расла, а основана школа је побољшала и надоградила знање произвођача чипке, а самим тим и квалитет чипке. Са овим производима освајали су страна тржишта и освајали награде на разним светским изложбама. Производња чипке проширила се и на друге оближње градове. После италијанске окупације, идријска чипка се такође морала прилагодити. Идрија је могла да се такмичи само са већом количином произведене чипке, што је условило увођење поједностављене технике, само са пет парова калема.
После Другог светског рата трговина чипком је опала као резултат затварања рудника живе. Међутим, Идријска чипкарска школа и данас ради и одржава ову традицију.

### Чипка данас
Чипкарство је данас популарна активност многих пензионисаних жена у Идрији. Неки од њих своје знање унапређују у различитим удружењима, док неки и даље праве чипку на продају.
Веома мало жена се сада одлучује за производњу чипке, посебно  млађе девојке које у Чипкарску школу иду углавном из хобија. Будући да је  Идријска чипка типичан словенски производ, она има своје место међу протоколарним поклонима.
Однедавно можете видети напредак идријске чипке, чипка је модернија, сваки аутор има свој стил. Чипкарице сарађују са студентима и професорима Природно-техничког факултета Универзитета у Љубљани.
Идријски фестивал чипке одржава се сваког лета у Идрији.

## Израда чипке
Чипкарице производе чипку уз помоћ шаблона, који је причвршћен на ваљкасту подлогу. Подлога се обично ставља у малу корпу. Постоји неколико техника израде чипке, које су годинама допуњаване и унапређиване. Карактеристике идријске чипке су обрасци, названи по популарним именима, попут „srčkovke“ (срца), „potonke“ (божури), „zibke“ (колевке) итд. Најрепрезентативнија техника идријске чипке је „рис”, врпца која се производи са шест, седам или осам пари калема. Прави се разлика између широког „риса“, који се правио у доба Аустроугарске, и уског „риса“ (који се назива и „Идријски рис”), који се развио након Првог светског рата и у коме је може се видети италијански утицај.